# Genaemirum varianum
Genaemirum varianum är en stekelart som först beskrevs av Tosquinet 1896.  Genaemirum varianum ingår i släktet Genaemirum och familjen brokparasitsteklar. Inga underarter finns listade i Catalogue of Life.